# نموذج دي إس إم-5 البديل لاضطرابات الشخصية

غلاف DSM-5، الذي قدم النموذج البديل لاضطرابات الشخصية (نموذج دي إس إم-5 البديل لاضطرابات الشخصية).

نموذج دي إس إم-5 البديل لاضطرابات الشخصية، الذي قُدِّم في القسم الثالث من الدليل التشخيصي والإحصائي للاضطرابات النفسية، الإصدار الخامس (دي إس إم-5)، هو إطار مفاهيمي بديل لتصنيف وفهم اضطرابات الشخصية. يختلف عن نماذج دي إس إم السابقة لاضطرابات الشخصية، بما في ذلك النموذج القياسي في دي إس إم-5، من حيث اعتماده على نهج بُعدي في فهم اعتلال الشخصية، في حين كانت النماذج السابقة تتّسم بمعايير تشخيصية جامدة لكل اضطراب شخصية فردي.
يهدف النموذج البديل، من جهة أخرى، إلى التعبير بشكل أفضل عن تعقيد اعتلالات الشخصية من خلال تقييم القصور في أداء الشخصية والسمات الشخصية المرضية. وقد صُمِّم هذا النموذج لمعالجة قيود النظام الفئوي—مثل الترافق المرضي المفرط وانعدام الدقة التشخيصية—ويقدّم منظورًا دقيقًا يتماشى بدرجة أكبر مع الأبحاث الحديثة والممارسة الإكلينيكية. تركيزه على التفاعل بين السمات الشخصية والأداء الشخصي يهدف إلى تحسين دقة التشخيص وخطط العلاج، رغم أنه لا يزال محل نقاش وبحث مستمر.
يتضمن النموذج البديل الاضطرابات الشخصية التالية، بالترتيب الأبجدي: اضطراب الشخصية المعادية للمجتمع، اضطراب الشخصية الاجتنابي، اضطراب الشخصية الحدي، اضطراب الشخصية النرجسية، اضطراب الشخصية الوسواسية، واضطراب الشخصية الفصامية.  ويمثل هذا تقليصًا لعدد الكيانات، حيث يحتوي النموذج القياسي على تشخيصات إضافية مثل اضطراب الشخصية الاعتمادي، واضطراب الشخصية التمثيلي، واضطراب الشخصية الزوراني، واضطراب الشخصية شبه الفصامي.

## السمات الأساسية

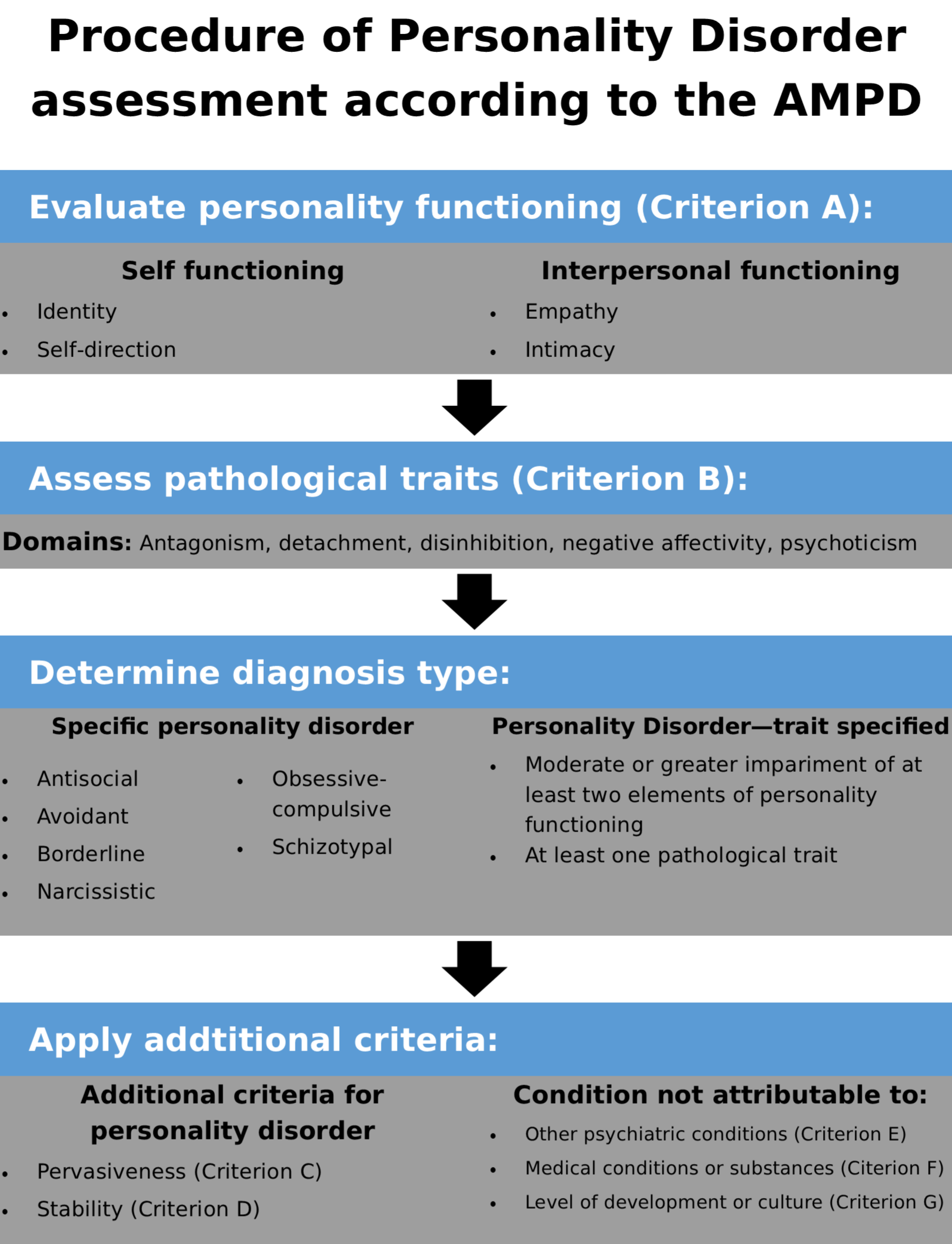
مخطط انسيابي يوضح نظرة عامة على نموذج دي إس إم-5 لإجراءات تقييم PD لاضطرابات الشخصية.

في النموذج البديل، يُنظر إلى اضطرابات الشخصية على أساس مستوى القصور في أداء الشخصية، إلى جانب السمات الشخصية المرضية المحددة لدى الفرد. وتُعد "مقياس مستوى أداء الشخصية" محورًا أساسيًا في هذا النموذج، حيث يُكمّم القصور على طيف يتراوح من 0 (قصور طفيف أو معدوم) إلى 4 (قصور شديد للغاية). ويُقسَّم أداء الشخصية إلى مجالين مترابطين: الأداء الذاتي (ويتضمن تماسك الهوية والتوجيه الذاتي) والأداء بين الأشخاص (ويتضمن التعاطف والقدرة على إقامة علاقات حميمة). وتعمل كل من هذه العناصر الأربعة على طيف يمتد من الأداء التكيفي إلى الخلل الوظيفي الحاد.
بالإضافة إلى ذلك، يحدد نموذج دي إس إم-5 البديل لاضطرابات الشخصية خمسة مجالات سمة واسعة—الوجدانية السلبية، الانفصال، العدوانية، التفكك، والذهانية—والتي تظهر بدرجات متفاوتة عبر اضطرابات الشخصية المختلفة.

## المعايير العامة
يتضمن نموذج دي إس إم-5 البديل لاضطرابات الشخصية معايير عامة تُعرّف ما يشكل اضطرابًا في الشخصية، بالإضافة إلى معايير لاضطرابات الشخصية المحددة. تنطبق المعايير العامة على أي تشخيص لاضطراب الشخصية، وبالتالي، على أي اضطراب شخصية محدد، وكذلك على اضطراب الشخصية - محدد بالسمة.

#### المعيار (أ): مستوى أداء الشخصية

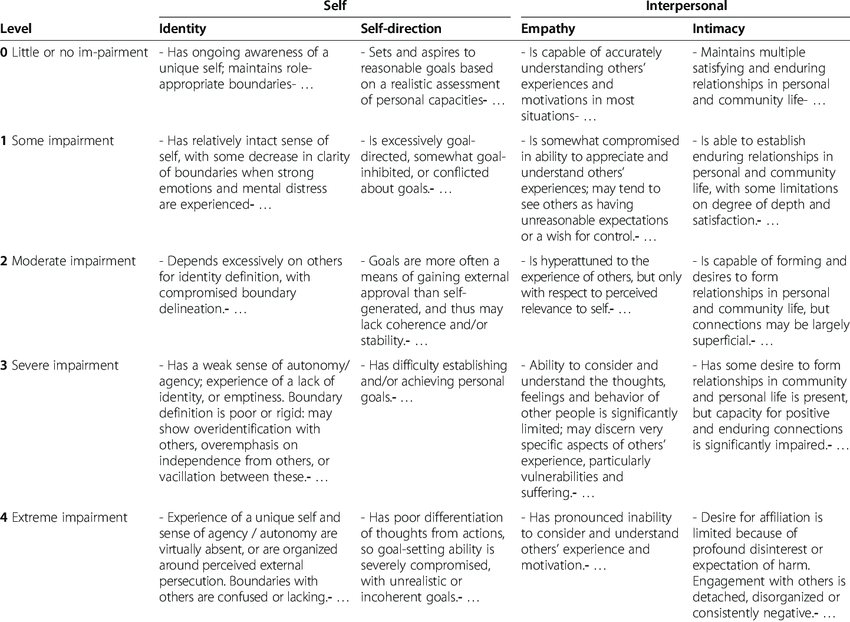
جدول يوضح جوانب ضعف أداء الشخصية عند كل مستوى من مستويات الضعف. يُعرض مؤشر واحد فقط لكل جانب، بينما يحتوي مقياس مستوى أداء الشخصية على ثلاثة مؤشرات لكل جانب.

يُقيَّم مستوى أداء الشخصية وفقًا لمقياس يُقدَّم ضمن نموذج دي إس إم-5 البديل لاضطرابات الشخصية ويُدعى "مقياس مستوى أداء الشخصية" (مقياس مستوى أداء الشخصية)، ويتراوح من 0 ("قصور طفيف أو معدوم") إلى 4 ("قصور شديد للغاية")، مما يجعل النموذج بُعديًا بحق وشاملًا للطيف الكامل لأداء الشخصية.
يُفهم أداء الشخصية على أنه يتكوّن من أداء ذاتي من جهة، ويشمل الهوية والتوجيه الذاتي، ومن أداء بين الأشخاص من جهة أخرى، ويشمل التعاطف والعلاقات الحميمة. وتقع مستويات الأداء في كل من هذه المكونات الأربعة على طيف يتراوح من الأداء الأمثل إلى الخلل الوظيفي الشديد. ويتطلب تشخيص اضطراب في الشخصية أن يكون القصور بدرجة متوسطة أو أكثر (قصور ≥ 2).
لقد جاء إدخال مقياس مستوى أداء الشخصية في النموذج البديل نتيجة لاكتشافات أظهرت أن اضطرابات الشخصية تشترك في عناصر جوهرية كثيرة. ويُتيح تقييم مستوى أداء الشخصية كعنصر أساسي في تشخيص اضطراب الشخصية فائدة تعريف مدى شدة القصور وكيفية تجليه في الأداء العام بشكل واضح، بدلًا من الاعتماد فقط على السمات التي قد لا تؤدي بالضرورة إلى قصور يستدعي التشخيص. إضافةً إلى ذلك، يلتقط مقياس مستوى أداء الشخصية جوهرًا محددًا بوضوح لماهية أداء الشخصية، وكيفية تجلي القصور عمومًا، بصرف النظر عن السمات المرضية المحددة.

#### المعيار (ب): السمات الشخصية المرضية
السمات الشخصية المرضية، المعروفة بتفرعات السمة، تُصنَّف ضمن المجالات التالية: العدوانية، الانفصال، التفكك، الوجدانية السلبية، والذهانية. تختلف هذه المجالات في درجة بروزها بين اضطرابات الشخصية المختلفة؛ فعلى سبيل المثال، يتميّز اضطراب الشخصية الفُصامية النمط بسمات من مجالي الانفصال والذهانية، وفقًا للمعايير الواردة في نموذج دي إس إم-5 البديل لاضطرابات الشخصية. بالإضافة إلى دورها في تشخيص اضطرابات الشخصية المحددة، يمكن استخدام هذه السمات، إلى جانب التقييم المستند إلى مقياس مستوى أداء الشخصية (مقياس مستوى أداء الشخصية)، في بناء تشخيص لاضطراب الشخصية – محدد بالسمة (PD-TS). يحدّد نموذج دي إس إم-5 البديل لاضطرابات الشخصية خمسًا وعشرين تفرعة سمة مختلفة، لكل منها تعريفها الخاص.
المجالات السلوكية للسمات موضّحة أدناه:
- العدوانية: سلوكيات تتّسم بتجاهل الآخرين وتسهم في خلق حالة من عدم الانسجام؛ ويتضمّن ذلك انعدام التعاطف، الإحساس بالأحقية، والنزعة إلى التلاعب أو الاستغلال لتحقيق مكاسب شخصية.[7] يُعد هذا المجال السلوكي سمةً أساسية في اضطرابات الشخصية المعادية للمجتمع،[8] الحدّية، والنرجسية. يشمل هذا المجال سمات مثل العظمة، العداء، والسعي إلى لفت الانتباه.[7]
- الانفصال: نمط من الانسحاب من التفاعلات الاجتماعية، والتعبير العاطفي، والتجارب الممتعة، ما يؤدي إلى علاقات بين شخصية محدودة وتأثير عاطفي مقيد.[7] يُعد هذا المجال السلوكي سمةً أساسية في اضطرابات الشخصية التجنبية، الوسواسية القهرية، والفُصامية.[8] يشمل هذا المجال سمات مثل انعدام المتعة، الانسحاب الاجتماعي، والشك.[7]| اضطراب الشخصية           |
| ------------------------ |
|                          |
| الفئة أ (الغريبة)        |
| شبه فصامي فصامي النوع    |
| الفئة ب (الدرامية)       |
| تمثيلي نرجسي             |
| الفئة ج (الخائفة)        |
| اجتنابي وسواسي           |
| غير محدد                 |
| اكتئابية سادية سيكوباتية |
| ع ن ت                    |
- التفكك: الميل إلى تفضيل المكافآت الفورية على حساب التخطيط طويل الأمد، ما يؤدي إلى أفعال اندفاعية دون اعتبار للعواقب.[7] يُعد هذا المجال السلوكي سمةً أساسية في اضطرابات الشخصية المعادية للمجتمع والحدّية. يُعتبر الكمال الصارم،[8] وهو سمة في اضطراب الشخصية الوسواسية القهرية، سمة مرضية؛ وغيابه مرتبط بمجال التفكك.[7] يشمل هذا المجال سمات مثل انعدام المسؤولية والمخاطرة.[7]
- الوجدانية السلبية: ميل إلى المشاعر السلبية المتكررة والشديدة، مثل القلق، والحزن، والغضب، أو الخجل، مما يؤدي غالبًا إلى عدم استقرار عاطفي، والقلق المفرط، وصعوبة في إدارة الضيق.[7] يُعد هذا المجال السلوكي سمةً أساسية في اضطرابات الشخصية التجنبية، الحدّية، والوسواسية القهرية.[8] يشمل هذا المجال سمات مثل التقلّب العاطفي، الخضوع، ونمط من الغضب والعدوانية.[7]
- الذهانية: نمط من الإدراكات، والأفكار، والسلوكيات غير المعتادة التي قد تبدو غريبة أو منفصلة عن التوقعات الاجتماعية والثقافية المشتركة.[7] يُعد هذا المجال السلوكي سمةً أساسية فقط في اضطراب الشخصية الفُصامية النمط.[8] يشمل هذا المجال سمات مثل التفكك، التغرّب عن الذات، وتبدد الواقع، إضافة إلى المعتقدات الغريبة والكلام المريب.[7]

تم تطوير المجالات السلوكية للسمات في نموذج دي إس إم-5 البديل لاضطرابات الشخصية لتتوافق مع نموذج العوامل الخمسة للشخصية الأكثر استخدامًا، مع التركيز على النهايات غير التكيفية لكل طيف من أطياف هذه العوامل. وقد خضع الارتباط بين "الانفتاح" في نموذج العوامل الخمسة و"الذهانية" في نموذج دي إس إم-5 البديل لاضطرابات الشخصية للنقاش. استخدمت الدراسات حول هذا الموضوع مقاييس وتعريفات مختلفة للمفهومين، وخرجت بنتائج متباينة، حيث أظهرت بعض الدراسات علاقة ضعيفة أو معدومة، بينما أظهرت دراسات أخرى ارتباطًا ضعيفًا. وتختلف التصورات النظرية للانفتاح بين من يركز على سمات مثل تحقيق الذات والانفتاح الذهني، ومن يتقاطع أكثر مع النزعات الفُصامية، وهي الأخيرة التي تُظهر ارتباطًا أعلى بمجال الذهانية.

#### المعيار (ج): الشمولية & المعيار (د): الثبات
يتطلب النموذج البديل أن تكون القصورات في أداء الشخصية "غير مرنة نسبيًا" وأن تؤثر بشكل ملحوظ على الأداء العام للفرد عبر الزمن وفي أنواع مختلفة من المواقف. وعليه، لا يمكن أن تكون هذه القصورات مجرد مواقف ظرفية، بل إن الاعتلال يستمر على الرغم من أن أنماطه غير تكيفية. تؤثر آثار هذا الاعتلال على إدراك الفرد، وأفكاره، ومشاعره، وكذلك على طريقته في التفاعل مع الآخرين ومع ذاته. وبالتالي، يواجه الفرد صعوبات في الأداء في عدد كبير من المجالات الحياتية المهمة.

#### المعايير (هـ، و، ز): التشخيص التفريقي
يجب ألا تُعزى الحالة إلى حالات طبية أخرى (المعيار و) أو حالات نفسية أخرى (المعيار هـ)، أو إلى مواد (المعيار و)، كما لا يمكن تفسير القصور في أداء الشخصية والتعبير عن السمات الشخصية تفسيرًا كافيًا من خلال مراحل النمو الطبيعية أو الخلفية الاجتماعية الثقافية للفرد (المعيار ز).
يتطلب المعيار (هـ) تشخيصًا تفريقيًا للتحقق من أن اضطراب الشخصية هو التشخيص المناسب. قد يصعب التفريق بين بعض الحالات، مثل اضطراب ثنائي القطب واضطراب طيف التوحّد،  وبين اضطراب الشخصية. في الوقت ذاته، ينص دليل نموذج دي إس إم-5 البديل لاضطرابات الشخصية على أنه "يجب تقييم المرضى المصابين باضطرابات نفسية أخرى لاحتمال وجود اضطرابات شخصية مصاحبة"، نظرًا لعدم وجود انفصال ثنائي بين اضطرابات الشخصية واضطرابات نفسية أخرى، ولأن وجود اضطراب شخصية يُعد أمرًا ذا صلة بالصورة السريرية العامة.

## اضطرابات الشخصية المحددة
لكل من اضطرابات الشخصية الستة المحددة المدرجة في نموذج دي إس إم-5 البديل لاضطرابات الشخصية وصف قصير خاص بها، يُجسّد السمات العامة لكل اضطراب على حدة. فعلى سبيل المثال، يُوصَف اضطراب الشخصية التجنبية على النحو التالي:
"السمات النموذجية لاضطراب الشخصية التجنبية هي تجنّب المواقف الاجتماعية والكف في العلاقات بين الأشخاص المرتبط بمشاعر العجز وعدم الكفاءة، والانشغال القَلِق بالتقييم السلبي والرفض، والخوف من السخرية أو الإحراج."
في الأقسام المخصصة لاضطرابات الشخصية المحددة، يتبع الوصف العام شرحٌ للطريقة النموذجية التي يؤثر بها اضطراب الشخصية المحدد على كل عنصر من عناصر أداء الشخصية، وكذلك توضيحٌ لكيفية تجلّي السمات غير التكيفية الخاصة بالاضطراب بشكل شائع ضمنه. يجب استيفاء عدد معين من القصورات في عناصر أداء الشخصية، وكذلك من السمات الشخصية المرضية، حتى يتم استيفاء المعايير.
بالإضافة إلى الوصف والمعايير الخاصة بكل اضطراب شخصية، يتضمّن كل اضطراب شخصية محدد قسمًا مخصصًا للمُحددات، أي السمات التي يمكن تحديدها إلى جانب السمات المطلوبة إذا "كان لها أهمية سريرية". أحد الأمثلة على ذلك هو اضطراب الشخصية النرجسية، حيث تُقترح محددات إضافية من السمات العدوانية وكذلك سمات من الوجدانية السلبية للتعبيرات الخبيثة والهشة من اضطراب الشخصية النرجسية، على التوالي. تختلف دقة المحددات المقترحة بين الاضطرابات؛ فعلى سبيل المثال، بينما تبدو المقترحات المرتبطة باضطراب الشخصية النرجسية أكثر تحديدًا، يشير نموذج دي إس إم-5 البديل لاضطرابات الشخصية إلى أن السمات غير المطلوبة تختلف بدرجة كبيرة في حالة اضطراب الشخصية التجنبية. يمكن توثيق مستوى أداء الشخصية بشكل اختياري لأي من الاضطرابات.

## اضطراب الشخصية - محدد بالسمة
يتضمن نموذج دي إس إم-5 البديل لاضطرابات الشخصية أيضًا فئة تشخيصية تُدعى اضطراب الشخصية - محدد بالسمة (PD-TS). يتكوّن هذا التشخيص من اعتلال في عنصرين على الأقل من عناصر أداء الشخصية، إلى جانب وجود اعتلال في مجال واحد على الأقل من السمات المرضية. وبالتالي، يشمل PD-TS اعتلالات الشخصية التي لا تتوافق جيدًا مع التشخيصات المحددة المعمول بها في نموذج دي إس إم-5 البديل لاضطرابات الشخصية.
أظهرت دراسة أُجريت على عينة من المرضى الخارجيين وغير المرضى المعرضين لمخاطر عالية أن أكثر من خُمس الأشخاص الذين استوفوا المعيار (أ) لاضطراب الشخصية توافقوا بشكل جيد مع أحد اضطرابات الشخصية المحددة، ما يعني أن الغالبية العظمى من الأشخاص المؤهلين لتشخيص اضطراب في الشخصية لديهم صورة سريرية يُعبّر عنها بشكل أفضل من خلال PD-TS، ما لم يتم تشخيصهم بعدة اضطرابات شخصية محددة و/أو محددات لتلك الاضطرابات، وفي تلك الحالة تُستوفى معايير اضطراب شخصية محدد واحد على الأقل.
يشترك كل من النموذج القياسي الفئوي، وإلى حد أقل، تشخيصات اضطرابات الشخصية المحددة في نموذج دي إس إم-5 البديل لاضطرابات الشخصية، في نقطة ضعف تتمثل في طبيعتها المتعددة المعايير؛ إذ قد تتطلب الفئة التشخيصية تحقيق مجموعة فرعية فقط من المعايير الكاملة لإجراء التشخيص. فعلى سبيل المثال، يتطلب النموذج القياسي تحقيق خمسة من أصل تسعة معايير لتشخيص اضطراب الشخصية الحدّية، ما يعني أن شخصين تم تشخيصهما بهذا الاضطراب قد يُظهران ملفات عرضية مختلفة بشكل كبير، مع معيار واحد مشترك فقط، وهناك 256 توليفة ممكنة من المعايير المُستوفاة. تُخفَّف هذه المشكلة من خلال إدخال تشخيص PD-TS، الذي يتميز بدقة أكبر فيما يتعلق بالسمات الموجودة لدى الفرد.

## التطبيقات والفائدة

### المقارنة مع النموذج القياسي
على الرغم من أن نموذج دي إس إم-5 البديل لاضطرابات الشخصية قد تعرّض للانتقاد لاحتماله تعقيد عملية التواصل وتصنيف اضطرابات الشخصية بسبب طبيعته البُعدية التي تتضمن عددًا كبيرًا من العوامل، فإن التشخيص القائم على نموذج بُعدي قد يثبت فائدته بشكل أكبر لأنه يقدّم تشخيصًا وصفيًا بدلاً من كونه فئويًا بحتًا.
ومن هذا المنطلق، فإن التشخيص وفق نموذج دي إس إم-5 البديل لاضطرابات الشخصية يمتلك مزايا مثل تقديم وصف أكثر تفصيلًا لطبيعة القصور العقلي والمعاناة النفسية لدى الفرد، بالإضافة إلى توثيق كلٍّ من وجود اضطراب في الشخصية والطرق المحددة التي يتجلّى بها، مع احتفاظ فئات اضطرابات الشخصية المحددة في نموذج دي إس إم-5 البديل لاضطرابات الشخصية بدرجة من التوافق مع النموذج القياسي.
وقد تم إثبات هذا التوافق من خلال وجود ارتباطات قوية بين اضطرابات الشخصية في نموذج دي إس إم-5 البديل لاضطرابات الشخصية ونظيراتها في النموذج القياسي، لجميع اضطرابات الشخصية في نموذج دي إس إم-5 البديل لاضطرابات الشخصية باستثناء اضطراب الشخصية الوسواسية القهرية واضطراب الشخصية الفُصامية النمط، اللذين أظهرا ارتباطات متوسطة بلغت 0.57 و0.63 على التوالي؛ وقد اقترح أن هذه النسبة "من المحتمل أن تكون مرتفعة مثل [مستوى الاتفاق] بين اثنين من المختصين في التشخيصات بحسب دي إس إم-4 (والآن القسم الثاني من دي إس إم-5)".
وعلى عكس القلق المذكور أعلاه بشأن التعقيد المحتمل الذي قد يُدخله نموذج دي إس إم-5 البديل لاضطرابات الشخصية، فقد تم وصف سهولة الاستخدام أيضًا كمزية مرتبطة بالنموذج البديل. بالإضافة إلى ذلك، وعلى الرغم من أن النموذج القياسي – وفي هذه الحالة النموذج في دي إس إم-4-تي آر، وهو نفسه النموذج القياسي في القسم الثاني من دي إس إم-5 – وُصِف بأنه مفيد وسهل الاستخدام من قبل المهنيين، إلا أن دراسة أظهرت أن المهنيين صنّفوا نموذج دي إس إم-5 البديل لاضطرابات الشخصية في معظم المجالات المقاسة على أنه يعادل أو يفوق النموذج القياسي. لم يُنظر إلى النموذج القياسي بوضوح على أنه متفوق على نموذج دي إس إم-5 البديل لاضطرابات الشخصية، في حين توجد أدلة قوية على أن المهنيين يرون أن النموذج البديل يتمتع بعدة مزايا مقارنة بالنموذج القياسي.

## الفائدة السريرية وملاءمة العلاج
من الأمثلة على فائدة نموذج دي إس إم-5 البديل لاضطرابات الشخصية في الممارسة العملية استخدامه لتقييم مريض واحد من قبل عدة مقدمي علاج مختلفين في نقاط زمنية متعددة. في مثل هذه الحالة، يمكن ملاحظة التغيرات في مستوى أداء الشخصية، كما تم تقييمه وفقًا لـ مقياس مستوى أداء الشخصية (مقياس مستوى أداء الشخصية)، وضمّها كأساس للتخطيط العلاجي. وتشير الأبحاث إلى أن الأطباء السريريين يميلون إلى تقديم تقييمات متسقة لكل من أداء الشخصية والسمات غير التكيفية. وبينما قد يتغيّر مستوى أداء الشخصية عبر الزمن وتبعًا للعلاج، فإن الأبحاث تدعم أن السمات غير التكيفية تميل إلى أن تكون أكثر ثباتًا. وعلى الرغم من أن الفائدة لم تكن واضحة بالشكل نفسه في حالة المعيار (أ)، فقد أشار الأطباء إلى عدة فوائد للمعيار (ب) في نموذج دي إس إم-5 البديل لاضطرابات الشخصية، مثل قدرته على التقاط مجموعة السمات المرضية الشخصية الخاصة بالفرد، ما يُعد مفيدًا سواء في التواصل مع المريض أو في توثيق الصورة السريرية للفرد بشكل أكثر شمولًا.
وعلى الرغم من محدودية الأبحاث والمعرفة العلمية بخصوص العلاقة بين السمات المرضية في المعيار (ب) في نموذج دي إس إم-5 البديل لاضطرابات الشخصية واتخاذ قرارات العلاج ونتائجها، إلا أن هناك بعض الأدلة التي تشير إلى أن الوجدانية السلبية، نظرًا لارتباطها بالعُصابية، قد تتنبأ بفعالية مضادات الاكتئاب من نوع مثبطات إعادة امتصاص السيروتونين الانتقائية. وقد خضع نموذج دي إس إم-5 البديل لاضطرابات الشخصية أيضًا لتجربة في السياقات السريرية كجزء من تقييم نفسي يُجرى للمرضى قبل خضوعهم لجراحة البدانة، وقد أظهرت هذه التجربة أن تقييم السمات غير التكيفية في نموذج دي إس إم-5 البديل لاضطرابات الشخصية له دلالة مهمة في التقييم النفسي قبل الجراحة. كما توجد أدلة تجريبية تدعم فائدة سمات نموذج العوامل الخمسة – التي ترتبط بها السمات في المعيار (ب) في نموذج دي إس إم-5 البديل لاضطرابات الشخصية – عند اتخاذ قرارات بشأن منهجيات العلاج.

## النقد والتقبل
منذ نشره في دي إس إم-5، أثار نموذج دي إس إم-5 البديل لاضطرابات الشخصية عددًا كبيرًا من الأبحاث، وكان موضوعًا لها، بهدف إثبات أو نفي مدى صحة نموذج دي إس إم-5 البديل لاضطرابات الشخصية وفائدته في السياقات السريرية، وكذلك لمقارنته بنماذج أخرى، مثل النموذج القياسي في دي إس إم-5. وقد دعمت نتائج الأبحاث إلى حدّ كبير الصلاحية العامة للنموذج.
فيما يخص المعيارين الرئيسيين (أ و ب) في النموذج، أظهرت الأبحاث وجود ارتباط قوي بين نتائج التقييم المتعلقة بمستوى أداء الشخصية والسمات الشخصية غير التكيفية، على التوالي، مما يجعل من الصعب فصل الطريقة التي يؤثر بها كل من هذين المعيارين على اضطراب الشخصية.نموذج وقد تعرّض المعيار (أ) تحديدًا للانتقاد بسبب عدم كفاءته في التعبير عن جوهر اضطرابات الشخصية والتمييز بينها وبين أنواع الاضطرابات النفسية الأخرى. وقد تم اقتراح إزالة المعيار (أ) من نموذج دي إس إم-5 البديل لاضطرابات الشخصية لصالح التركيز على قياس تأثير سمات المعيار (ب) بدلًا من ذلك. وهناك أيضًا نقطة نقد أخرى تتعلق بالسمات، وهي أن النموذج لا يحدّد مدى شدّة السمة المطلوبة ليتم اعتبارها ضمن أساس التشخيص.
كما وُجّهت إلى نموذج دي إس إم-5 البديل لاضطرابات الشخصية انتقادات لقراره بعدم تضمين أربع من الفئات التشخيصية المحددة الموجودة في النموذج القياسي، وهو قرار لم يحظَ بإجماع واسع من المتخصصين آنذاك. وبناءً على ذلك، أُجري استطلاع عبر الإنترنت بين أعضاء جمعية أبحاث اضطرابات الشخصية والجمعية الدولية لدراسة اضطرابات الشخصية لتقييم تصوراتهم حول فائدة وصلاحية فئات اضطرابات الشخصية في دي إس إم-4-تي آر، وهي الفئات نفسها الموجودة في النموذج القياسي في دي إس إم-5.
وقد أشارت النتائج إلى أن معظم المشاركين اعتبروا جميع اضطرابات الشخصية، وخاصة اضطرابي الشخصية المعادية للمجتمع والحدّية، صالحة. وكان التشخيص الوحيد الذي لم يحظَ بدعم واضح من أغلبية المشاركين فيما يخص إدراجه هو اضطراب الشخصية المسرحية. وبالمثل، عارض معظم المشاركين إزالة أي اضطراب شخصية من نظام التصنيف، إذ لم يحصل أي اضطراب على دعم الأغلبية لحذفه.

## انظر ايضاً
- المختصرات في الرعاية الصحية
- قاعدة بيانات حيوية
- تصنيف الاضطرابات العقلية
- معلوماتية صحية
- جمعية ناندا
- علم تصنيف الأمراض
- التصنيف الدولي للأمراض - ١٠
- التصنيف الدولي للأمراض والتصنيف الدولي لتأدية الوظائف والعجز والصحة
- التصنيف الدولي لأمراض الأورام
- التصنيف الدولي للأداء والإعاقة والصحة
- التصنيف الإحصائي الدولي للأمراض والمشكلات الصحية ذات الصلة